# James French
James French (urodzony około 1936, stracony 10 sierpnia 1966) był Amerykaninem, straconym na krześle elektrycznym za morderstwo w stanie Oklahoma.
French był jedną z ostatnich osób straconych w Stanach Zjednoczonych przed wprowadzeniem moratorium na karę śmierci w 1967 (były jeszcze dwie, w Kalifornii i Kolorado, obie w komorze gazowej). Jedyną, na której wykonano wyrok w 1966. Ostatnią straconą przed 1979 na krześle elektrycznym i ostatnią w Oklahomie do 1990.
Został skazany na śmierć w 1958 za zabójstwo motocyklisty. Wcześniej już odsiadywał karę za inne przestępstwa w więzieniu.
French odrzucił wszelkie próby zmiany jego wyroku na dożywocie, jakkolwiek miało to duże szanse powodzenia ze względu, iż w całym kraju zaczęto odchodzić od stosowania kary śmierci, co niebawem zaowocowało zawieszeniem wykonywania egzekucji w 1967 i formalnym zniesieniem decyzją Sądu Najwyższego w 1972 (Furman v. Georgia). Wedle jego własnych słów "chciał popełnić samobójstwo idąc na egzekucję". Nazywa się to ochotniczą egzekucją (ang. Voluntary Execution).
Jego egzekucja odbyła się w 1966, kiedy miał 30 lat. Jego ostatnie słowa brzmiały: How about this for a headline for tomorrow's paper? French Fries (pol. „Proponuję taki nagłówek do jutrzejszej gazety: French się smaży” – tytuł jest grą słów: "French fries" to amerykańskie określenie na frytki). Poprzednia egzekucja odbyła się w Oklahomie w 1963.